# James T. Kirk
James Tiberius Kirk är en rollfigur i Star Trek-universumet. Han var huvudpersonen i den första tv-serien om Star Trek och de filmer som är baserade på den. Han spelades på den tiden av William Shatner, och spelas i 2009 års film av Chris Pine. Kirk förde befälet över två rymdskepp med namnet Enterprise: USS Enterprise (NCC-1701) och USS Enterprise (NCC-1701-A).

## Översikt
Star Trek var mest koncentrerad på Kirks karriär som kapten över rymdskeppet Enterprise, och hans senare karriär som amiral i Stjärnflottan. Därför har en del detaljer som till exempel hans tidigare liv, av fans av serien, ansetts vara oviktiga, där även inkluderat senare tillägg till hans historia av både kanoniska och icke-kanoniska historier.

## Medverkan

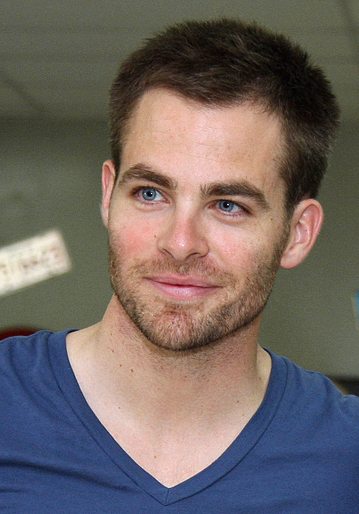
Chris Pine spelade James T. Kirk i filmen Star Trek från 2009 och dess uppföljare Into Darkness från 2013.

Kirk medverkar i följande serier och filmer:
- Star Trek
- Star Trek: The Animated Series

Star Trek-filmer
- Star Trek: The Motion Picture
- Star Trek II: Khans vrede
- Star Trek III
- Star Trek IV: Resan hem
- Star Trek V: Den yttersta gränsen
- Star Trek VI: The Undiscovered Country
- Star Trek Generations
- Star Trek
- Star Trek Into Darkness